# Water Polo Pan Pacs
Les Water Polo Pan Pacs sont une compétition amicale d’équipes nationales de water-polo féminin et masculin, dont la première édition a lieu en 2012. À l'initiative de Australian Water Polo, les équipes de fédérations des continents bordant l'océan Pacifique se rencontrent sur le modèle des Championnats pan-pacifiques de natation, organisés depuis 1985.

## Organisation
Dans sa déclaration d’intention, Australian Water Polo, la fédération australienne, souhaite créer une compétition permettant aux équipes d’Amérique du Nord et du Sud, d’Asie et d’Océanie de se rencontrer plus souvent et d’améliorer leur niveau par rapport aux équipes européennes.
Lors de la première édition, en janvier 2012, sept pays sont représentés : cinq pour le tournoi féminin, l'Australie, le Brésil, le Canada, la Chine et les États-Unis ; six pour le tournoi masculin, l'Australie, le Brésil, la Chine, les États-Unis, le Japon et la Nouvelle-Zélande. Dans les deux tournois, les équipes secondes d’Australie, surnommée les Barbarians, participent également, sans avoir le droit de jouer les principales finales.
Une phase de groupe permet à chaque équipe d’affronter les autres. Le classement permet de déterminer les deux finalistes et les matches de classement.

## Palmarès féminin
| Année                | Lieu                  | Vainqueur  | Finaliste  | Troisième | Meilleur buteur (buts) |
| -------------------- | --------------------- | ---------- | ---------- | --------- | ---------------------- |
| 8 au 14 janvier 2012 | Melbourne (Australie) | Australie, | États-Unis | Canada    | Ma Huan Huan (18)      |

## Palmarès masculin
| Année                | Lieu                  | Vainqueur   | Finaliste | Troisième | Meilleur buteur (buts) |
| -------------------- | --------------------- | ----------- | --------- | --------- | ---------------------- |
| 8 au 14 janvier 2012 | Melbourne (Australie) | États-Unis, | Australie | Chine     | Sam McGregor (14)      |